# Mikaël Vesko
Mikaël Vesko fait partie des personnages principaux de la série québécoise Tactik. Son interprète est Alexandre Bacon.
Comme ses parents sont très occupés, Mikaël a vite mis toutes ses énergies sur le ballon et est devenu très rapidement hyper compétitif. Certains s’entendent même pour dire qu’il existe deux Mikaël, un sur le terrain et un autre en dehors du jeu. On peut dire qu’il en a fait tourner des têtes ce Mikaël, depuis son arrivée à Valmont, mais c’est pour Dalie que son cœur a penché. Maintenant que ses histoires d’amour se compliquent, Mikaël essaie tant bien que mal de se concentrer sur la passion qui ne l’a jamais laissé tomber : le soccer.

## Biographie
Mickaël Vesko est un adolescent qui a une passion pour le soccer. Sa mère est d'origine française et son père est plutôt absent à cause de son travail. Il peut parfois montrer un caractère très compétitif mais aime se retrouver avec ses amis.

## Saison 1
Mikael est le capitaine de l'Épik. Bien sûr, Rick Vallières veut le recruter pour qu'il ait rejoindre les Crampons. Un jour, alors que l'Épik perd, l'Épik essaie de faire une pétition pour encourager leur équipe. Mais tous les habitants de la ville ont voté pour les Crampons. Voyant que les Crampons sont meilleurs, Mikael les rejoint, en acceptant l'invitation de Vallières. Mikael ignore qu'il se fera beaucoup plus d'ennemis que des amis, y compris Samuel. Du côté amoureux, il tombe amoureux de Dalie, mais aussi de Lorane, une espèce de chipie, et finit par sortir avec Lorane, même si leur relation n'était pas très au sérieux. Au dernier épisode de la saison, a la victoire de l'Épik et a sa rupture avec Lorane, Mikael avoue à Dalie qu'il était son premier choix dès le début.

## Saison 2
Mikael devient le capitaine des Crampons. Mais l'arrivée de Carl Bresson bouleversera sa place de capitaine. Il est toujours l'ennemi juré de Samuel. Du côté amoureux, Mikael sortira avec Dalie, ce qui sera une vraie relation, et non comme avec Lorane. À cause de Céleste, son ex, Dalie rompt avec Mikael, de lui avoir menti et de l'avoir trahi. Après une pause de quelques semaines, il reforma un couple. Mais cette dernière a embrassé Samuel à la fin de la saison, à son insu. 

## Saison 3
Mikael est de retour dans l'Épik. De plus, depuis son retour, l'Épik est rendu plus fort que les Crampons et gagne la saison. Sauf qu'il vient de rompre avec Dalie, pour avoir embrassé son meilleur ami (Samuel). Même s'il vient de rompre avec Dalie, il espère, un jour, ressortir avec elle. De plus, Mikael a été sélectionné pour le Camp de Sélection AA de Châteaubriant, dirigé par Delphine Renzetti, avec Samuel.

## Saison 4
Mikael se relie d'amitié avec Dalie en début de saison mais conteste son choix d'amoureux, il prétend qu'il aimerait mieux qu'elle sorte avec Samuel plutôt qu'avec Derek. Il apprend ensuite qu'il devra passer l'été en France à cause de la maladie de sa grand-mère. Il prend ce choix comme une catastrophe monumentale et évite son père durant une journée. Finalement il se calme et accepte de partir pour la France cet été. Mickael partira à Whisler et il n'ait plus dans le générique de la saison 5.

## Caractères
Mikael est orgueilleux, compétitif. Il a un petit côté espiègle, mais parfois au soccer, il ne pense qu'à ses performances, ce qui fait de lui un joueur qui n'a pas d'esprit d'équipe.